# GP Referral
GP Referral (také anglicky Exercise Referral, Exercise Prescription, apod.). Tyto termíny v překladu znamenají lékařské doporučení účasti pacienta ve cvičebních programech a pohybových aktivitách za účelem prevence a zlepšení zdraví.

## Definice
Lékaři zpravidla doporučí pohybovou aktivitu pacientům se zdravotními problémy jako je obezita, vysoký krevní tlak, diabetes, astma, osteoporóza, deprese, při kterých zvýšení tělesné aktivity napomáhá zvládnutí i zlepšení zdravotního stavu. Dále může být tělesná aktivita předepsána jako prevence pacientům, kde například hrozí riziko infarktu.
V České republice se jedná o nově vznikající obor, zato v řadě jiných zemí (Velké Británii, USA) fungují již zavedené národní modely systému zdravotního doporučení pohybové aktivity, jejichž kvalitu zajišťují např. standardy Ministerstva zdravotnictví.

## Situace ve světě
Ve Velké Británii existuje program nazývaný „Exercise on prescription“ (cvičení na předpis), v jehož rámci lékaři mohou předepsat pohybovou aktivitu těm pacientům, u nichž napomáhá zvládnutí i zlepšení zdravotního stavu. Typickými příklady jsou astma, deprese nebo obezita. Tento program se původně zaměřoval na snížení četnosti kardiovaskulárních onemocnění. Národní standard byl přijat Britským ministerstvem zdravotnictví v roce 2001. „Cvičení na předpis“ se zaměřuje na udržení, případně zlepšení zdravotního stavu zvýšením fyzické aktivity jako prevence. V rámci tohoto programu místní (akreditovaná) fitness centra poskytují těmto lidem, na základě lékařekého receptu, slevu a příslušné poradenství. Cílem je usnadnit lidem vyplnění rad lékaře, jako je zvýšení fyzické aktivity, případně snížení váhy. Neposledním cílem tohoto programu je také snížení výdajů na zdravotnictví
Vědci na Novém Zélandu také hodnotily přínosy výhody programu „Cvičení na předpis“. Na Novém Zélandu se nazývá Zelený předpis, zatímco v USA je podobná iniciativa známa pod názvem Cvičení je lék.

## Návrh plánu fyzické aktivity
Plán fyzické aktivity (cvičení) podle předpisu je koncipován tak, aby vyhovoval zdravotnímu stavu jedince. Na základě předpisu aerobního cvičení je doporučen druh cvičení, jeho délka, týdenní frekvence a celková délka programu . Běžně se předepisují také strečinková cvičení.